# Baarle-onder-Thorn
Baarle-onder-Thorn was een gedeelte van Baarle dat vanaf 992 onder bewind van de Abdij van Thorn lag.
Baarle-onder-Thorn lag bij het huidige Loveren, dat ook wel Baarle-Loveren wordt genoemd. In 992 heeft de Gravin van Strijen Hilsondis gebieden die grensden aan de Baronie van Breda in het huidige West-Brabant geschonken aan de Abdij in Thorn geschonken. Zij bezat deze gebieden. Samen met haar man Ansfried stichtte zij deze abdij. De gebieden werden geschonken aan de abdij, zodat de abdij een inkomen had.
In Loveren liet zij in 1358 een herberg bouwen, zodat wanneer iemand van de abdij in Baarle op bezoek was, deze een onderdak had.